# Гертен
Герте́н (фр. Guerting) — коммуна во французском департаменте Мозель региона Лотарингия. Относится к кантону Буле-Мозель.

## Географическое положение

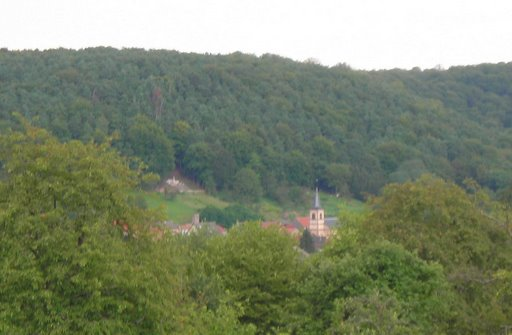
Вид на Гертен и церковь Сент-Барб.

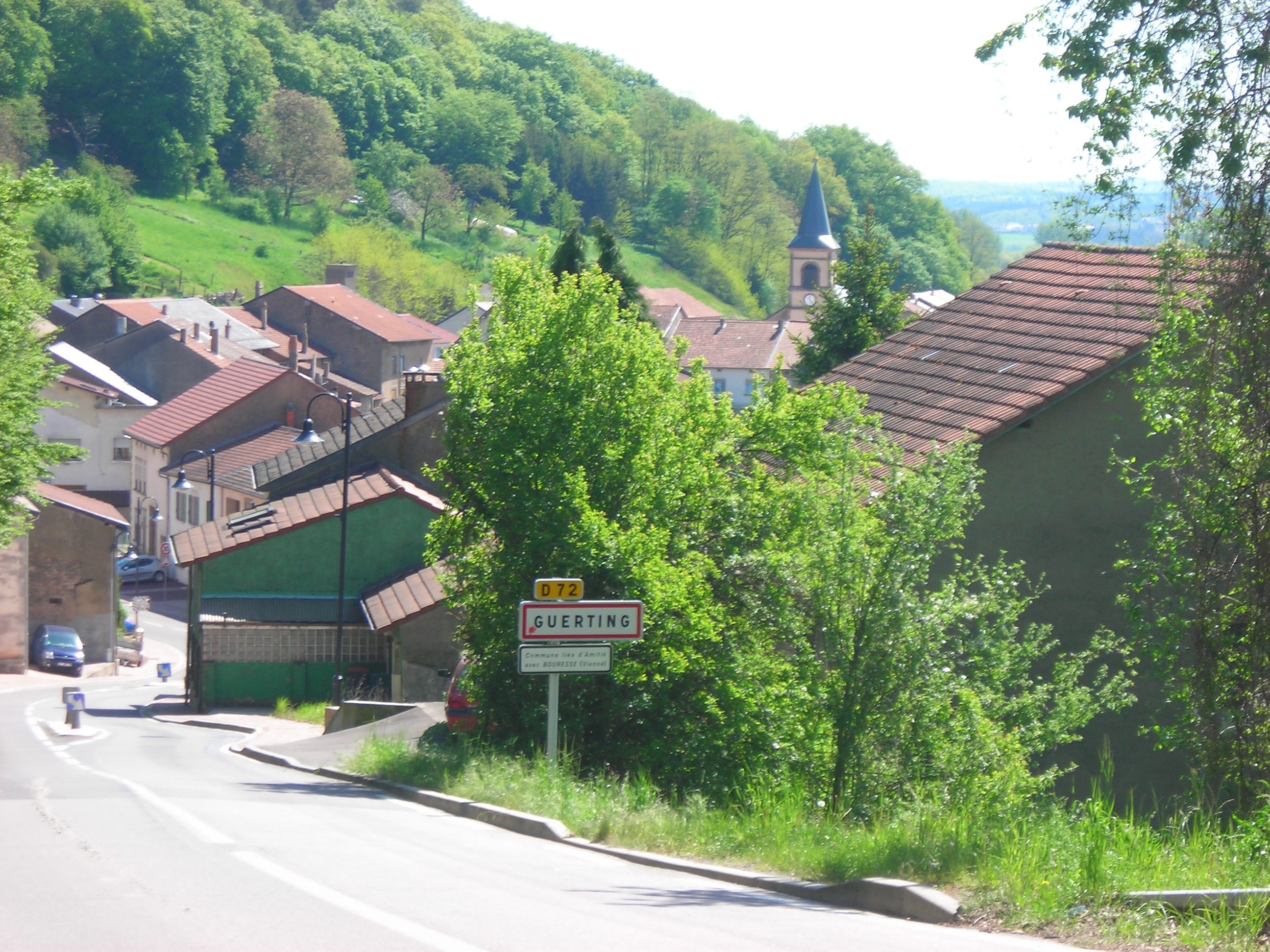
Коммуна со стороны Кума.

Гертен расположен в 34 км к востоку от Меца между французским Мецем и немецким Саарбрюккеном. Соседние коммуны: Фальк на севере, Крёцвальд на востоке, Ам-су-Варсбер, Дьезан и Порселет на юго-востоке, Варсбер на юге, Бистан-ан-Лоррен, Обервис и Нидервис на юго-западе, Кум на западе.

## Демография
По переписи 2008 года в коммуне проживало 884 человека.

## Достопримечательности

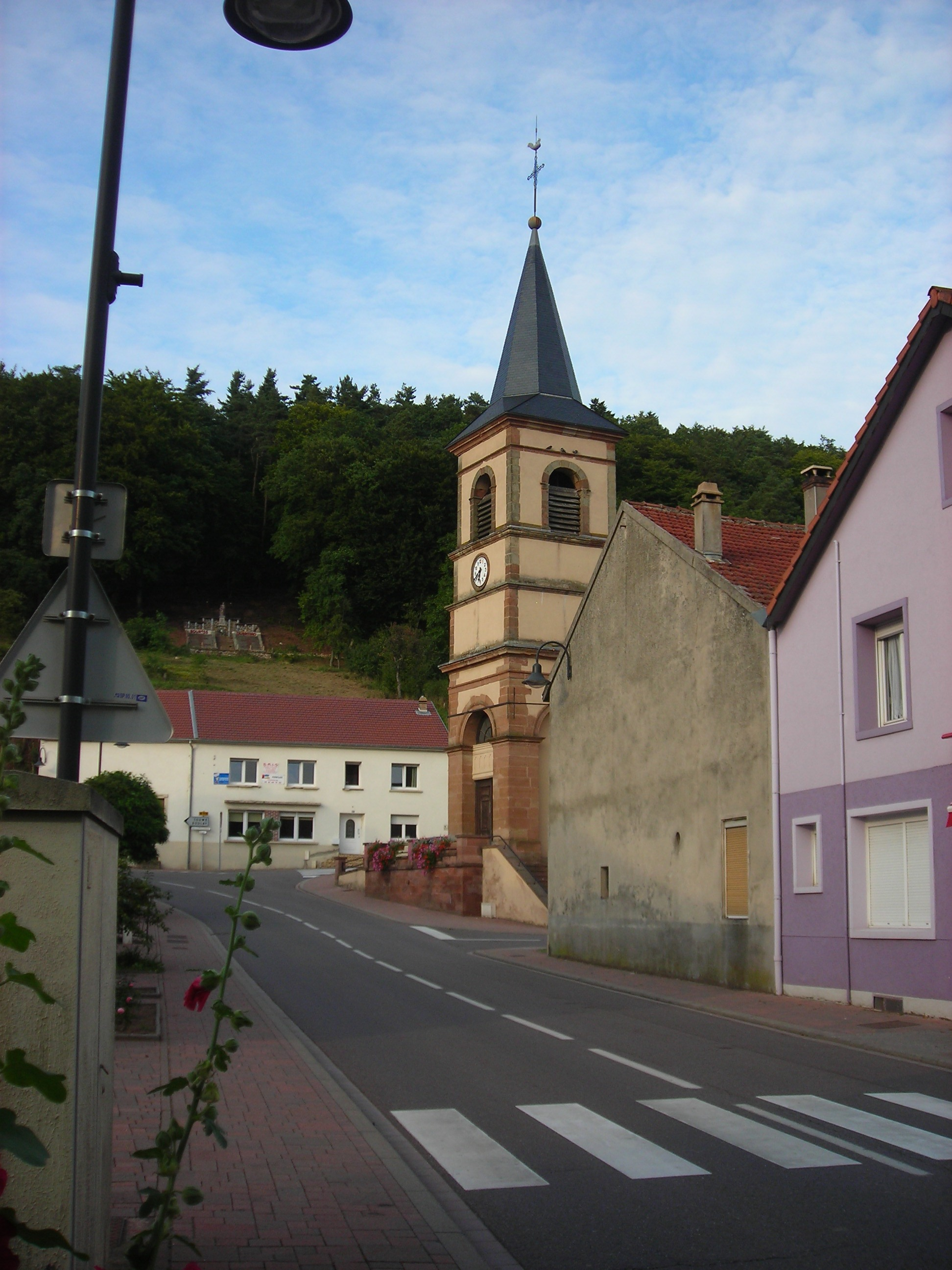
Церковь Сент-Барб.